# Joseph-Rodolphe Ouimet
Pour l’article homonyme, voir Ouimet.
Joseph-Rodolphe Ouimet, né à Île Bizard (Québec) le 16 novembre 1878 et mort le 21 août 1948, est un notaire et homme politique fédéral du Québec.

## Biographie
Jean-Rodolphe Ouimet étudie au Collège Sainte-Marie de Montréal. Il part ensuite pratiquer le notariat à Saint-Polycarpe. En 1905, il épousa Hortense Mousseau, la sœur du député de Soulanges Joseph-Octave Mousseau.
Élu député du Parti libéral du Canada dans la circonscription fédérale de Vaudreuil-Soulanges lors d'une élection partielle déclenchée après la nomination du député Gustave Boyer en 1922, il ne se représente pas en 1925.